# Claudine Thévenet

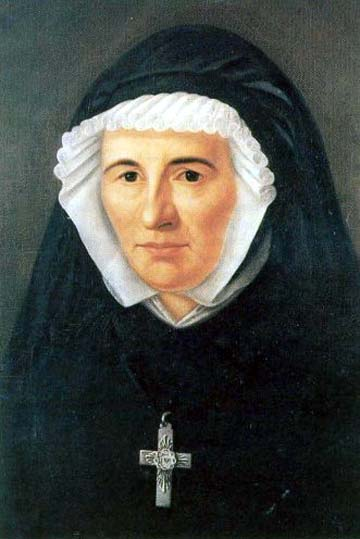
Claudine Thévenet

Claudine Thévenet (Lyon, 30 maart 1774 – aldaar, 3 februari 1837) is een Franse religieuze uit de streek van Lyon. Zij stichtte op 6 oktober 1818 de congregatie Religieuzen van Jezus-Maria met als doel de opvoeding van (verlaten) kinderen.

## Zaligverklaring - heiligverklaring
Claudine Thévenet (Moeder Maria van Sint-Ignatius) werd zalig verklaard op 4 oktober 1981 door paus Johannes Paulus II. Zij werd heilig verklaard op 21 maart 1993 door paus Johannes Paulus II.
Op de heiligenkalender staat haar feestdag op 3 februari.